# Synagoga v Dubu
Synagoga v Dubu je bývalá židovská modlitebna, která svému bohoslužebnému účelu sloužila do počátku 20. století. Nachází se v severozápadní části městyse Dub v okrese Prachatice při silnici na Javornici mezi domy č. p. 61 a 65.
V současnosti slouží jako rodinný dům, č. p. 10, na nějž byla přestavěna po roce 1906. Přestavbou byl celý interiér zničen, zachovala se pouze podoba severovýchodní strany synagogy (směrem do zahrady) s kostelním oknem a původní klenba v jedné ze současných místností.